# دبليو 68 (قنبلة نووية)

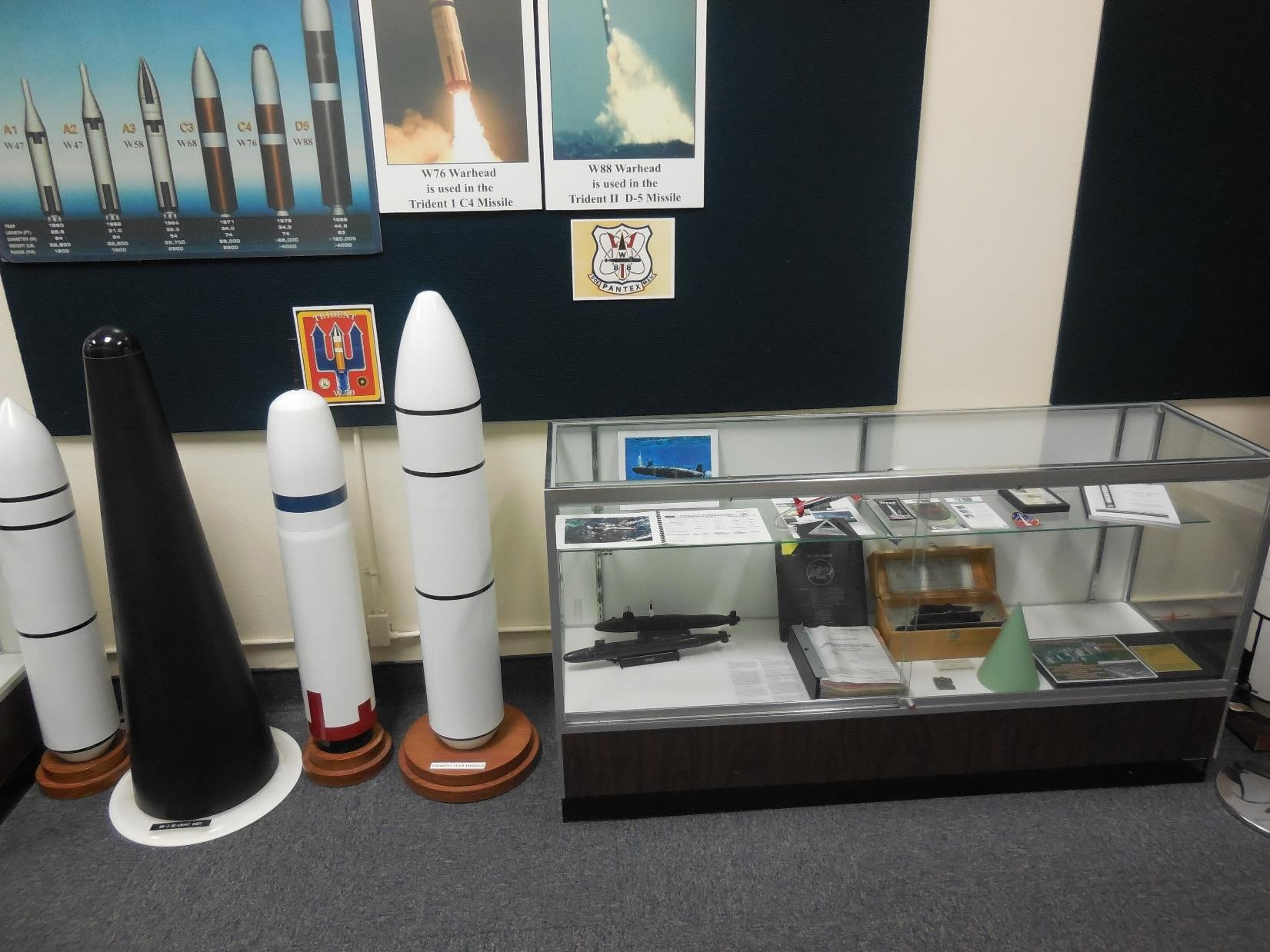

دبليو 68 هو رأس حربي نووي المستخدم في صاروخ يو جي إم-73 بوسيدون. تم تطويره في أواخر 1960 في مختبر لورانس ليفرمور الوطني.

## المواصفات
تزن دبليو 68 367 رطلل (166 كجم). أبعاد الرؤوس النووية ليست معروفة بشكل عام ومع ذلك فهي تتناسب مع الحمولة القصوى والبالغه 14 في داخل عبوة بوسيدون الذي يبلغ وزنه 65 بوصة (1,700 ملم).